# Eusebio Samwel Kyando
Eusebio Samwel Kyando (ur. 7 marca 1964 w Njombe) – tanzański duchowny katolicki, biskup Njombe od 2024.

## Życiorys
Święcenia kapłańskie otrzymał 19 czerwca 1996 i został inkardynowany do diecezji Njombe. Był m.in. wychowawcą w niższym seminarium duchownym w Kilocha, ekonomem generalnym diecezji, dyrektorem ds. finansowych w Mkombozi Commercial Bank oraz reprezentantem administratora apostolskiego diecezji.
19 października 2023 papież Franciszek mianował go ordynariuszem diecezji Njombe. Sakry udzielił mu 14 stycznia 2024 kardynał Polycarp Pengo.